# 정토 사상

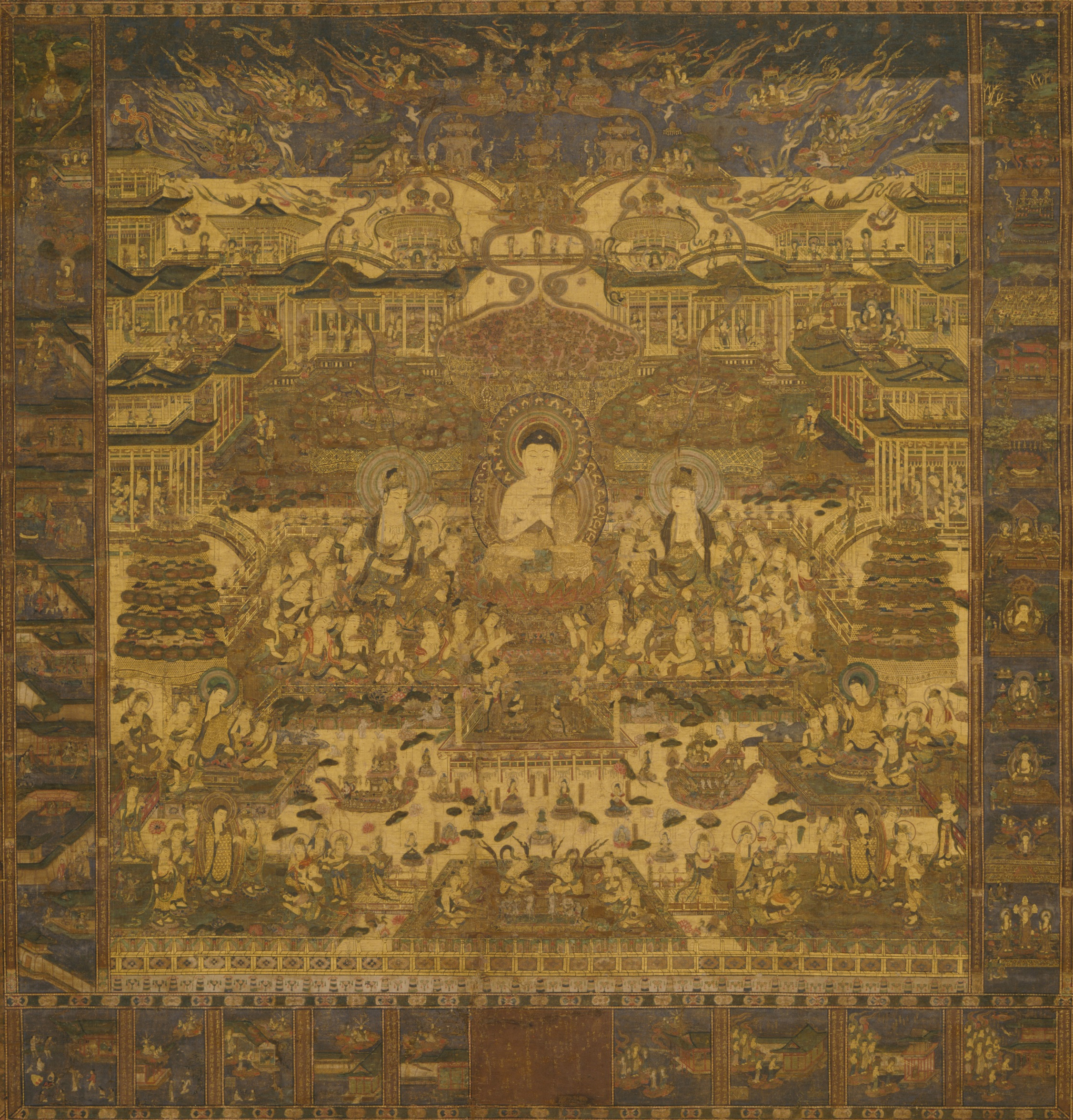

정토 사상(淨土思想)은 아미타불과 같은 부처나 미륵보살과 같은 보살들이 거주하고 있는 청정한 세계인 정토(淨土 · Pure land)에 대해 전개된 대승불교의 사상이다.

## 개요
오늘날 일반적으로 정토라고 하면 아미타불의 극락정토(극락)를 지칭하는 것으로 일반화되어 있으며, 아미타불의 구제를 믿는 가르침이 정토교(淨土敎 · Pure Land Buddhism)이다. 즉, 일체의 번뇌와 더러움을 벗어나 오탁(五濁)과 지옥·아귀·축생의 삼악도가 없고, 부처님이나 보살이 사는 청정한 국토에 왕생하여 깨달음을 얻는다고 설하는 종교이다.
대승불교의 특징을 이루고 있는 교의 또는 관념은 반야의 지혜와 부처의 자비이다. 이 중에서 자비의 관념은 모든 부처들의 중생구제(衆生救濟)의 뒷받침이 되는 관념이다. 타력 신앙에 속한, 윤회하고 있는 중생을 구원하는 자비로운 부처라는 구제불(救濟佛) 사상이 일어난 것은 불탑(佛塔)을 신앙하는 재가(在家)의 사람들이 스스로는 교법(敎法)의 실행을 할 수가 없으나 부처의 자비로 구원을 받고 싶다는 종교적 욕구에 응한 것인데, 이들 구제불이나 보살들이 사는 곳을 정토(淨土)라 하였다.
예를 들어 아미타불의 서방극락정토(西方極樂淨土), 약사불(藥師佛)의 동방정유리세계(東方淨瑠璃世界), 미륵불(彌勒佛)의 도솔천, 관음보살의 보타락산(普陀落山) 등이 정토의 예이다. 이들 특정한 정토들에 대해서 현실세계를 청정하지 못한 세계, 즉 예토(穢土)라 한다.
그러나 대승경전인 『유마경』(維摩經)을 보면 "만약 보살이 정토를 얻고자 원한다면 우선 그 마음을 깨끗이 해야 한다. 마음이 깨끗하면 정토도 깨끗하다"라고 설명되어 있듯이, 마음만 청정(淸淨)하면 예토나 정토나 모두 같은 것으로 되어 있다.

## 전해오는 이야기
불교에서는 세속인이 살고 있는 사바(娑婆) 세계인 예토(穢土)와 대비되는 곳으로서 부정잡예(不淨雜穢)가 사라진 청정한 불국토(佛國土)라고 한다. 자연 환경이 좋고 물질이 풍부하여 개개인의 인격 완성을 이루는데 도움이 되는 모든 환경과 조건을 갖춘, 부처가 마련한 큰 불도 수행의 도량으로 누구나 다 성불하여 지혜와 자비를 완전히 실현할 수 있는 곳이다.
불경에서 말하고 있는 정토에는 미륵정토, 약사여래의 유리광 세계, 비로자나불의 연화장 세계 등 여러 가지가 있으나 그 가운데 대표적인 것이 아미타불(阿彌陀佛)의 서방 극락정토이고 아울러 이러한 정토에 태어나겠다는 것이 정토신앙인데, 이는 대승불교의 보살사상에 근거한 것으로 부처의 본원력(本願力)에 의지하여 정토왕생하려는 것이다. 대표적인 정토신앙이 극락 왕생을 위한 아미타 신앙으로 『무량수경』(無量壽經)・『관무량수경』(觀無量壽經)・『아미타경』(阿彌陀經)의 『정토삼부경』(淨土三部經)에 잘 나타나 있다.
아미타불은 서방 극락정토에서 설법하고 있는 부처로서 산스크리트 아미타유스(Amitāyus) 또는 아미타바(Amitābha)를 소리나는 대로 적은 것으로 아미타유스는 무량수, 아미타바는 무량광(無量光)으로 번역하고 있다. 아미타불은 부처가 되기 전 48서원(誓願)을 세웠는데, 그 가운데 대표적인 것이 18원으로 “지극한 마음으로 나무아미타불을 열번만 불러도 아미타불의 본원력에 의해 극락 왕생할 수 있게 한다.”는 것이다.
이는 염불왕생(念佛往生)의 원이라고도 하여 정토신앙 형성의 핵심이 되는 구절임. 중국에는 2세기경부터 정토 관계 경전이 번역되기 시작하여 5세기경에는 거의 모든 경전이 번역되었고, 선도(善導)는 『정토삼부경』을 중심으로 중국 정토교를 대성시키고 있다.
한국에서는 확실하지는 않으나 원광(圓光)이 처음으로 정토사상을 도입했다고 추정되고 있는데, 그 뒤 자장(慈藏)・원효(元曉)・의상(義湘)・의적(義寂)・태현(太賢)・경흥(憬興) 등을 통하여 활발한 교학 연구가 이루어지고 있다. 아울러 정토신앙은 쉽게 실천할 수 있는 내용이기 때문에 민간에 널리 전파되었다.
당시 신라는 계속된 전쟁 속에서 죽음에 대한 두려움에 시달릴 때 아미타불은 그 두려움을 없애줄 뿐만 아니라 죽은 자를 극락왕생시킨다는 믿음으로 민간에 널리 퍼져 나갔으며, 아울러 『삼국유사』에 전하는 많은 설화를 통해서도 당시에 유행했던 아미타신앙을 엿볼 수 있다. 이렇듯이 불교에서는 낙원을 정토로 지칭하며 부처·보살이 가는 청정(淸淨)한 세상으로 곧 불교의 이상사회를 말한다. 이곳은 자연적 환경과 물질적 풍요를 누릴 뿐만 아니라, 누구나 자비와 지혜로 충만한 삶을 사는 사회라고 전해지고 있다.

## 같이 보기
- 극락
- 낙원
- 정토교
- 이상향
- 별천지
- 플레로마
- 무릉도원

## 참고 문헌
- 이 문서에는 다음커뮤니케이션(현 카카오)에서 GFDL 또는 CC-SA 라이선스로 배포한 글로벌 세계대백과사전의 내용을 기초로 작성된 글이 포함되어 있습니다.